# Don't Miss the Train
Don't Miss the Train è il secondo album studio della band skate punk No Use for a Name, l'ultimo pubblicato dall'etichetta New Red Archives, prima che il gruppo venisse ingaggiato dalla Fat Wreck Chords, che ripubblicherà infatti l'album nel 2001.

## Tracce
1. Born Addicted
2. Thorn In My Side
3. Looney Toon
4. TollBridge
5. Hole
6. Another Step
7. Don't Miss The Train
8. Watching
9. Punk Points
10. Tan In A Can?'
11. Death Doesn't Care
12. Get Out Of This Town

## Formazione
- Tony Sly - voce, chitarra
- Chris Dodge - chitarra
- Steve Papoutsis - basso
- Rory Koff - batteria